# Die Antwoord
Die Antwoord er en hiphop-gruppe fra Sydafrika. Gruppen består af Ninja, Yo-Landi Vi$$er og God (tidligere kendt som DJ Hi-Tek), som alle sammen kommer fra den samme forstad til Cape Town. 

## Baggrund
Ninja, hvis rigtige navn er Watkin Tudor Jones, har i mange år været frontmand på den Sydafrikanske hiphopscene, inden han i 2008 dannede Die Antwoord sammen med Yo-Landi og DJ Hi-Tek. Ninja og Yo-Landi kan også ses i filmen Chappie. I 2022 anklagede Ninja og Yolandis adopterede søn, Gabriel "Tokkie" du Preez, dem for mishandling, seksuelle overgreb og slaveri mod ham og hans søster Meisie i en video, der blev lagt på Youtube.

## Udgivelser

### Albums
- 2009 $O$ (MP3, album, self-released)
- 2010 $O$ (revised version) (CD, album, Cherrytree Records) U.S. #109[17]
- 2012 Ten$ion
- 2014 Donker Mag
- 2016 Suck on This (Mixtape)
- 2016 Mount Ninji And da Nice Time Kid

### EP singler
- 2010 5 (CD, EP, Cherrytree Records)
- 2010 Ekstra (CD, EP, Cherrytree Records)